# Elecciones presidenciales de Estados Unidos de 2016 en Pensilvania
Las elecciones presidenciales de los Estados Unidos de 2016 en Pensilvania se celebraron el martes 8 de noviembre de 2016, como parte de las Elecciones presidenciales de Estados Unidos de 2016, en las que participaron los 50 estados más el Distrito de Columbia. Los votantes de Pensilvania eligieron a los electores para que los representaran en el Colegio electoral a través del voto popular, enfrentando al candidato del Partido Republicano, el empresario Donald Trump y al gobernador de Indiana Mike Pence, contra la candidata del Partido Demócrata, la ex Secretaria de Estado Hillary Clinton y a su compañero de fórmula el senador de Virginia Tim Kaine, Pensilvania tenía 20 votos electorales en el Colegio Electoral.
Donald Trump el candidato republicano ganó Pensilvania por 44,292 votos de más de 6 millones emitidos, con un margen del 0.72% y el margen más estrecho en una elección presidencial desde 1840, cuando William Henry Harrison derrotó a Martin Van Buren por solo un 0.12%. Pensilvania votó un 2.82% más republicano que la nación en general, marcando la primera vez desde 1948 que votó a la derecha de la nación.
Antes de las elecciones se esperaba que Pensilvania estuviera cerca, ya que las encuestas mostraron los resultados dentro del margen de error, pero muchos expertos electorales vieron que Clinton tenía una ventaja. Sin embargo, el día de las elecciones Pensilvania se inclinó inesperadamente por Donald Trump. Trump llevó 56 de los 67 condados del estado, predominantemente condados rurales o suburbanos, mientras que Clinton llevaba gran parte del área metropolitana de Filadelfia, así como otras ciudades, incluidas Pittsburgh, Harrisburg y Scranton. Sin embargo, algunas áreas de fuerza demócrata tradicional, como el condado de Luzerne donde se encuentra Wilkes-Barre, vieron oscilaciones en márgenes de hasta el 25% hacia Donald Trump. Fue el primer candidato republicano a la presidencia en ganar el estado de Pensilvania desde George H. W. Bush en 1988.

## Resultados
| Partido | Partido      | Candidato         | Votos     | %     |
| ------- | ------------ | ----------------- | --------- | ----- |
|         | Republicano  | Donald Trump      | 2,970,733 | 48.18 |
|         | Demócrata    | Hillary Clinton   | 2,926,441 | 47.46 |
|         | Libertario   | Gary Johnson      | 146,715   | 2.38  |
|         | Verde        | Jill Stein        | 49,941    | 0.81  |
|         | Constitución | Darrell L. Castle | 21,572    | 0.35  |
| Otros   | Otros        | Otros             | 50,076    | 0.81  |
|         |              |                   |           |       |
| Total   | Total        | Total             | 6,165,478 | 100   |
|         |              |                   |           |       |
| Fuente: |              |                   |           |       |